# 1. FC Lok Stendal
Der 1. FC Lok Stendal ist ein deutscher Fußballclub, dessen Vorgänger BSG Lok Stendal in den 1950er und 1960er Jahren mit seiner Fußballmannschaft in der höchsten DDR-Fußballklasse, der Oberliga, spielte.

## Von der SG Nord zur BSG Lokomotive

Logo der BSG Lok Stendal

Bis zum Ende des Zweiten Weltkrieges wurde der Fußball in der Altmarkstadt Stendal hauptsächlich von Viktoria Stendal vertreten. Dieser Verein musste wie alle Sportvereine in Ostdeutschland nach 1946 aufgrund der Direktive Nr. 23 des Alliierten Kontrollrats der Besatzungsmächte aufgelöst werden. Sportwettkämpfe wurden zunächst nur auf Stadt- oder Kreisebene zugelassen, später durfte der Sportverkehr mehr und mehr ausgeweitet werden. In Stendal gründete sich zur Ausübung des Fußballsports 1945 eine Sportgemeinschaft namens Stendal-Nord, die sich im September 1948 in SG Blau-Weiß und im November 1948 in SG Eintracht umbenannte. Nach Einführung des Systems der Betriebssportgemeinschaften beteiligte sich die SG Eintracht zusammen mit der BSG Reichsbahn und der BSG RAW an einer Fusion, aus der am 17. September 1949 die BSG Eintracht „Hans Wendler“ Stendal entstand (benannt nach dem Lokomotivkonstrukteur Hans Wendler). Ein Jahr später erhielt die BSG den Namen Lokomotive Stendal, unter dem sie bis zum Ende des DDR-Sports auftrat. In den Chroniken der Betriebssportgemeinschaft wird die Gründung der BSG Reichsbahn am 18. Februar 1949 als Gründungsdatum von Lok Stendal ausgegeben. Trägerbetrieb der BSG Lok war das Stendaler Reichsbahnausbesserungswerk, einer der wichtigsten Betriebe in der damals 45.000 Einwohner zählenden Stadt.

## DDR-Oberliga 1949–1968
Der Stendaler Fußballsport entwickelte sich in der Nachkriegszeit im schnellen Tempo. 1947 als auch 1948 ist die SG Nord Vizemeister der Altmark, jeweils hinter der SG Salzwedel-Ost. Ebenfalls Zweiter wurde die SG Eintracht in der Sachsen-Anhalt-Meisterschaft 1949 nach einem 0:2 im Finale gegen die ZSG-VVB Halle (spätere ZSG Union Halle). Die Finalteilnahme berechtigte zur Teilnahme an der 2. Ostzonen-Fußballmeisterschaft. Die Stendaler kamen bis in das Halbfinale, wo wieder Halle, diesmal mit 3:0, die Oberhand behielt. Als Vizemeister des Landes Sachsen-Anhalt hatte sich Stendal jedoch für die neugeschaffene Oberliga, die höchste ostdeutsche Spielklasse, qualifiziert. Die erste Saison schloss die BSG Eintracht „Hans Wendler“ 1950 mit Platz 10 ab, und auch in den folgenden Spielzeiten waren die Stendaler im unteren Drittel der Oberliga zu finden. Nach Abschluss der Saison 1953/54 fand sich die BSG Lok auf Rang 13 wieder, der den Abstieg in der zweitklassige DDR-Liga bedeutete.
Nach dem sofortigen Wiederaufstieg erreichte Lok Stendal 1956 in der Oberliga den 4. Platz, das beste Ergebnis, das die Stendaler Fußballer in ihrer Zeit als Betriebssportgemeinschaft erzielten. Der damalige Trainer Gerhard Gläser konnte in den 26 Punktspielen der Saison 1956 folgende im Durchschnitt 25,6 Jahre alte Stammelf aufbieten:
| Günter Reh (28 Jahre, 20 Spiele)                                                                                           |
| Heinz Werner (21/15), Karl Köhler (28/17), Günter Bartnicki (24/22)                                                        |
| Kurt Brüggemann (30/26), Heinz Neubauer (23/25)                                                                            |
| Horst Karlsch (27/24), Ernst Lindner (22/22), Karl-Heinz Lahutta (29/26), Dieter Gradetzke (30/25), Kurt Liebrecht (20/25) |

Die erfolgreiche Saison wurde von durchschnittlich 8.200 Zuschauern in der Wilhelm-Helfers-Kampfbahn (bis 1951 und wieder seit 2005 „Stadion am Hölzchen“) besucht. Sie erlebten 55 Tore ihrer Mannschaft, die damit treffsicherstes Team der abgelaufenen Saison wurde und mit Ernst Lindner auch den Oberliga-Torschützenkönig stellte. Lindner trat damit in die Fußstapfen seines Mannschaftskameraden Kurt Weißenfels, der bereits 1952 zusammen mit Rudolf Krause die Torjägerkrone errungen hatte. Die 1957 folgende Spielzeit verlief nach diesem Höhenflug sehr enttäuschend, denn wieder reichte es nur zu Platz 13 mit dem Abstieg als Folge.
| - Vorwärts Berlin – Lok Stendal 1956, Bartnicki (Stendal, rechts) im Zweikampf mit Assmy (Berlin) - SC Dynamo Berlin – Lok Stendal 1959, Stendals Torhüter Falke in Aktion |

Die folgenden Jahre erlebte Lok Stendal als Fahrstuhlmannschaft mit Auf- und Abstieg im jährlichen Wechsel. Erst mit dem Aufstieg 1963 konnte sich die Mannschaft konsolidieren und erreichte vier Jahre lang Plätze im Mittelfeld der Oberliga. Auch der Publikumszuspruch war groß. In der Wilhelm-Helfers-Kampfbahn fanden zwar nicht viele Zuschauer Platz (ab 1968: 15.000), aber das Stadion war oft ausverkauft. Zu einem Publikumsrenner wurden regelmäßig die Vergleiche mit dem Lokalrivalen 1. FC Magdeburg, gerade wenn Lok als Gast an die Elbe reiste. 1962 gehörte der Vergleich Magdeburg gegen Stendal zu den Spielen mit der größten Zuschaueranzahl der DDR-Oberliga in dieser Saison (35.000 Zuschauer). 1964 war der Stendaler Gerd Backhaus bester Torschütze im Oberhaus des DDR-Ligafußballs. Auch Güssau und Karow konnten neben Backhaus in den 1960er Jahren für die nötigen Tore sorgen, um Lok im Fußballoberhaus zu halten. Die letzte Oberliga-Saison erlebte Stendal in der Spielzeit 1967/68. Als Tabellenletzter musste wieder der Abstieg in die DDR-Liga hingenommen werden, danach wurde nie wieder die Erstklassigkeit erreicht.

## Abstieg in die Zweit- und Drittklassigkeit 1968–1990
Der endgültige Abstieg war eine logische Folge der Fußballsportpolitik in der DDR. Bereits in den 1950er Jahren wurden durch Sportklubs in den Großstädten und 1965/66 durch die Gründung von Fußballklubs Leistungszentren gegründet, die sportpolitisch besonders gefördert wurden. Betriebssportgemeinschaften wie Lok Stendal genossen lediglich die Unterstützung ihrer Trägerbetriebe und hatten ihre Talente an die Klubs zu delegieren. So gingen junge veranlagte Spieler aus Stendal oder dessen Einzugsgebiet wie Klaus Decker (später 278 Oberligaspiele, 3 Länderspiele), Rolf Döbbelin (131 OL), Norbert Pysall (22 OL), Dirk Ullrich (10 OL), Frank Windelband (129 OL) zum 1. FC Magdeburg. Weitere Spieler wie Siegfried Nathow (Erfurt, 87 OL), Joachim Sigusch (Union Berlin, 160 OL) und Erhard Kochale (Dynamo Berlin, 39 OL) sahen in Stendal keine Zukunft mehr. Unter diesen Umständen war es in der strukturschwachen Region der Altmark nicht mehr möglich, eine neue leistungsstarke Mannschaft zu entwickeln. Lok Stendal verblieb ohne Aussicht auf den Aufstieg in der zweitklassigen DDR-Liga, zwischen 1978 und 1990 lagen sogar fünf Jahre in der drittklassigen Bezirksliga Magdeburg.
| Ligenübersicht 1949–1990 | Ligenübersicht 1949–1990 |
| ------------------------ | ------------------------ |
| 1949–1954                | Oberliga                 |
| 1954/55                  | DDR-Liga                 |
| 1956–1957                | Oberliga                 |
| 1958                     | DDR-Liga                 |
| 1959                     | Oberliga                 |
| 1960                     | DDR-Liga                 |
| 1961/62                  | Oberliga                 |
| 1962/63                  | DDR-Liga                 |
| 1963–1968                | Oberliga                 |
| 1968–1977                | DDR-Liga                 |
| 1977/78                  | Bezirksliga Magdeburg    |
| 1978–1983                | DDR-Liga                 |
| 1983–1987                | Bezirksliga Magdeburg    |
| 1987–1989                | DDR-Liga                 |
| 1989/90                  | Bezirksliga Magdeburg    |

## FDGB-Pokal
Im DDR-Fußballpokal-Wettbewerb machte Lok Stendal zweimal nachdrücklich auf sich aufmerksam. Im Pokaljahr 1952 erreichten die Stendaler nach einem klaren 6:2-Sieg über den Oberligakonkurrenten Stahl Thale das Halbfinale. Dort kam es zur Begegnung mit dem Oberligaabsteiger Einheit Pankow, die mit 1:0 gewonnen wurde. Das Pokalendspiel gegen die SG Volkspolizei Dresden wurde für den 14. September 1952 angesetzt. Einen Tag vorher teilte ein Vertreter der BSG Einheit Schwerin dem Referat Fußball (höchstes DDR-Fußballgremium) mit, dass der von Schwerin nach Stendal gewechselte Jochen Giersch, der die letzten beiden Pokalspiele für Stendal bestritten hatte (24. und 31.8.), keine Freigabe erhalten hätte. Lok Stendal wurde noch am gleichen Tag disqualifiziert, und an seiner Stelle bestritt Einheit Pankow das Finale (3:0 für Dresden). Da in jüngster Zeit Berliner Mannschaften mehrfach von der DDR-Sportführung durch Manipulationen bevorzugt worden waren, kam auch hier der Verdacht unlauterer Einflussnahme zugunsten der Berliner auf.
In der Pokalsaison 1965/66 erreichten die Stendaler nach jeweils Heimsiegen über die Oberligisten FC Carl Zeiss Jena (1:0), Berliner FC Dynamo (2:1) und Hansa Rostock (1:0) endlich das Finale. Im Bautzener Stadion an der Müllerwiese unterlagen die Lok-Fußballer am 30. April 1966 der BSG Chemie Leipzig durch ein Tor von Hans-Bert Matoul in der 73. Minute. Stendal trat mit folgender Mannschaft an:
| Hans Zeppmeisel Manfred Felke, Ernst Lindner, Siegfried Nathow Günter Prebusch, Albrecht Strohmeyer Kurt Liebrecht, Helmut Schmidt, Gerd Backhaus, Dieter Karow, Wolfgang Abraham |

Zwischen 1950 und 1990 erreichte Lok Stendal sechsmal das Achtelfinale, viermal das Viertelfinale und jeweils einmal das Halbfinale und das Finale.

## Vereinsgründungen ab 1990

Logo der FSV

Nach dem Wandel der wirtschaftlichen Verhältnisse infolge der politischen Wende von 1989 wurde die Betriebssportgemeinschaft Lokomotive nicht weiter vom Reichsbahnausbesserungswerk unterstützt. Da andererseits in Ostdeutschland wieder die Gründung von bürgerlichen Vereinen möglich war, gründeten Mitglieder der BSG-Sektion Fußball am 6. Februar 1990 die FSV Lok Altmark Stendal. Am 19. Juni 2002 wurde nach einer Fusion mit dem 1. FC Stendal der 1. FC Lok Stendal gegründet. Dabei kam es zu Verfahrensfehlern (die Vorgängervereine waren nicht im Vereinsregister gelöscht worden), sodass die Fusion zeitweise rückgängig gemacht werden musste. Der wieder aufgelebte FSV Lok Altmark musste dadurch am 17. Januar 2003 Insolvenz anmelden. Letztendlich blieb es jedoch bei dem Bestand des 1. FC Lok, der zwar ebenfalls am 30. Juni 2006 in die Insolvenz gehen musste, diese aber erfolgreich abwenden konnte.

## Sportlicher Werdegang nach 1990
Als Magdeburger Bezirksmeister 1989/90 kam die BSG Lok in der Saison 1990/91 in die Staffel A der DDR-Liga, die nun NOFV-Liga hieß, und erreichte Platz 8. 1991/92 ging aus der NOFV-Liga die drittklassige Oberliga Nordost hervor. In ihr erreichte Stendal 1994 mit Platz 4 sein bestes Ergebnis und durfte daher ab 1994 in der neu geschaffenen, damals drittklassigen Regionalliga Nordost antreten. 1995 sorgte Lok Stendal im DFB-Pokal für Furore, als es im Viertelfinale am 31. Oktober erst nach Elfmeterschießen der Bundesligamannschaft von Bayer 04 Leverkusen mit 4:5 unterlag. Zuvor hatten die Altmärker den VfL Wolfsburg, Hertha BSC und Waldhof Mannheim besiegt. 1996 erzielte der Verein in der Regionalliga sein bestes Ergebnis (Platz 8), bevor er 2000 in die nun viertklassige Oberliga Nordost und aus dieser 2003 in die fünftklassige Verbandsliga Sachsen-Anhalt abstieg. Seit der Einführung der 3. Liga zur Saison 2008/09 ist die Verbandsliga nur noch die sechsthöchste Spielklasse. 2017 gelang Lok Stendal als Verbandsligameister die Rückkehr in die Oberliga Nordost. 2018 erreichte Stendal das Landespokalfinale und verlor dieses 0:1 gegen Magdeburg. Durch den Aufstieg Magdeburgs in die 2. Liga qualifizierte sich auch Lok Stendal für den DFB-Pokal 2018/19. Nach 5 Spielzeiten in der Oberliga Nordost musste 2022 der Abstieg in die Verbandsliga hingenommen werden. 2025 konnte mit dem Gewinn der 2. Verbandsligameisterschaft der Wiederaufstieg in die Oberliga Nordost erreicht werden.
| Platzierungen 1990 bis 2005 | Platzierungen 1990 bis 2005     | Platzierungen 1990 bis 2005 |
| --------------------------- | ------------------------------- | --------------------------- |
| 1990/91                     | NOFV-Liga, Staffel A            | 08. (II.Liga)               |
| 1991/92                     | Oberliga Nordost, Staffel Mitte | 05. (III. Liga)             |
| 1992/93                     | Oberliga Nordost, Staffel Mitte | 07.                         |
| 1993/94                     | Oberliga Nordost, Staffel Mitte | 04.                         |
| 1994/95                     | Regionalliga Nordost            | 15. (III. Liga)             |
| 1995/96                     | Regionalliga Nordost            | 08.                         |
| 1996/97                     | Regionalliga Nordost            | 11.                         |
| 1997/98                     | Regionalliga Nordost            | 09.                         |
| 1998/99                     | Regionalliga Nordost            | 12.                         |
| 1999/00                     | Regionalliga Nordost            | 16. (Abstieg in IV. Liga)   |
| 2000/01                     | Oberliga Nordost, Staffel Nord  | 05.                         |
| 2001/02                     | Oberliga Nordost, Staffel Nord  | 15.                         |
| 2002/03                     | Oberliga Nordost, Staffel Nord  | 16. (Abstieg in V. Liga)    |
| 2003/04                     | Verbandsliga Sachsen-Anhalt     | 04.                         |
| 2004/05                     | Verbandsliga Sachsen-Anhalt     | 02.                         |

| Platzierungen 2005 bis 2020 | Platzierungen 2005 bis 2020    | Platzierungen 2005 bis 2020 |
| --------------------------- | ------------------------------ | --------------------------- |
| 2005/06                     | Verbandsliga Sachsen-Anhalt    | 08.                         |
| 2006/07                     | Verbandsliga Sachsen-Anhalt    | 14.                         |
| 2007/08                     | Verbandsliga Sachsen-Anhalt    | 12.                         |
| 2008/09                     | Verbandsliga Sachsen-Anhalt    | 12. (ab jetzt als VI. Liga) |
| 2009/10                     | Verbandsliga Sachsen-Anhalt    | 10.                         |
| 2010/11                     | Verbandsliga Sachsen-Anhalt    | 13.                         |
| 2011/12                     | Verbandsliga Sachsen-Anhalt    | 11.                         |
| 2012/13                     | Verbandsliga Sachsen-Anhalt    | 07.                         |
| 2013/14                     | Verbandsliga Sachsen-Anhalt    | 04.                         |
| 2014/15                     | Verbandsliga Sachsen-Anhalt    | 07.                         |
| 2015/16                     | Verbandsliga Sachsen-Anhalt    | 06.                         |
| 2016/17                     | Verbandsliga Sachsen-Anhalt    | 01. (Aufstieg in V. Liga)   |
| 2017/18                     | Oberliga Nordost, Staffel Süd  | 12.                         |
| 2018/19                     | Oberliga Nordost, Staffel Nord | 12.                         |
| 2019/20                     | Oberliga Nordost, Staffel Nord | 11. *                       |

| Platzierungen ab 2020 | Platzierungen ab 2020          | Platzierungen ab 2020       |
| --------------------- | ------------------------------ | --------------------------- |
| 2020/21               | Oberliga Nordost, Staffel Nord | 16. *                       |
| 2021/22               | Oberliga Nordost, Staffel Nord | 19. * (Abstieg in VI. Liga) |
| 2022/23               | Verbandsliga Sachsen-Anhalt    | 03.                         |
| 2023/24               | Verbandsliga Sachsen-Anhalt    | 06.                         |
| 2024/25               | Verbandsliga Sachsen-Anhalt    | 01. (Aufstieg in V. Liga)   |

## Deutsche Eisenbahnermeisterschaft 1993
Die Altherrenmannschaft des damaligen Lok Altmark Stendal bildete den Kern der Mannschaft der Reichsbahndirektion Halle (Saale), die 1993 die erste gesamtdeutsche Eisenbahnermeisterschaft der Senioren gewann. Beteiligt waren u. a. Hans Zeppmeisel, Helmut Hirsch, Peter Stolz, Dietmar Schulze und Detlef Franke, der im Finale gegen die Mannschaft der Bundesbahndirektion Frankfurt am Main das einzige Tor erzielte.

## Stadion
In Stendal wurde traditionell im Stadion am Hölzchen Fußball gespielt, das 1909 gemeinsam vom F. C. Viktoria und der Stadt Stendal errichtet wurde. Es ist somit eine der traditionsreichsten und ältesten Spielstätten im deutschen Fußball. 1951 wurde das Stadion in „Wilhelm-Helfers-Kampfbahn“ umbenannt, in dem nach einer Erweiterung im Jahre 1968 15.000 Zuschauer Platz fanden. Nach Anpassung an den DFB-Standard und der Einrichtung neuer Sicherheitsmaßnahmen reduzierte sich das Fassungsvermögen 1999 auf 10.000 Plätze. Im Jahr 2004 begannen weitgehende Umbauarbeiten für etwa 9 Millionen Euro; am 13. Februar 2005 wurde das Stadion mit 5000 Steh- und 1000 Sitzplätzen neu eröffnet. Auf Initiative des Stadtrates trug es nunmehr wieder seinen alten Namen „Stadion am Hölzchen“.

## Größte Erfolge
- Halbfinale 2. Ostzonenmeisterschaft 1949, Niederlage gegen Union Halle
- Halbfinale FDGB-Pokal 1952, Niederlage gegen Einheit Pankow
- Oberliga-Vierter 1956
- Finalist Olympia-Pokal 1964
- 30. April 1966 – Finalist im FDGB-Pokal, Niederlage gegen Chemie Leipzig
- 31. Oktober 1995 – Viertelfinale im DFB-Pokal als Regionalligist, 4:5 nach Elfmeterschießen gegen Bundesligisten Bayer 04 Leverkusen
- Meister der Verbandsliga Sachsen-Anhalt: 2016/17 und 2024/25
- Gewinn des Sachsen-Anhalt-Pokals 1992, 1995 und 1996; Finalist 1998, 2003, 2018 und 2025
- Qualifikation zur Regionalliga 1994
- Ewige Tabelle der DDR-Oberliga Rang 16
- Ewige Tabelle der DDR-Liga Rang 18

## Personen
Als die BSG Lok Stendal in den 1950er und 1960er Jahren zum Teil gute Platzierungen in der DDR-Oberliga erreichte, gingen auch mehrere bekannte Spieler und Trainer aus ihren Reihen hervor.

### Spieler
- Nationalspieler:

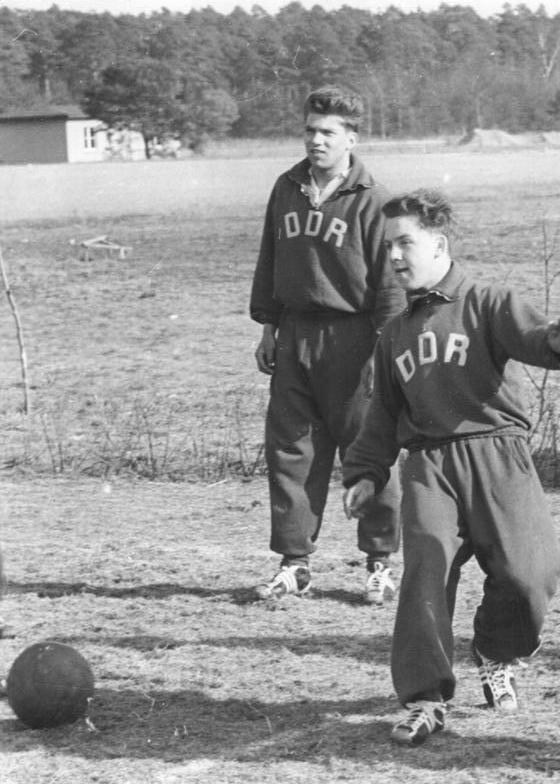
Albrecht Strohmeyer (rechts) 1956

  - Ernst Lindner, 6 A-Nationalspiele 1956–1962
  - Wilfried Klingbiel, 2 A-Länderspiele 1958 für Stendal, insgesamt 6
  - Kurt Liebrecht, 16 A-Nationalspiele 1960–1965
  - Gerd Backhaus, 3 A-Länderspiele 1963–1966

- Oberliga-Rekordspieler:
  - Ernst Lindner, 240 Punktspiel-Einsätze, 1953–1968
  - Kurt Brüggemann, 215, 1949–1959
  - Albrecht Strohmeyer, 206, 1957–1967
  - Kurt Liebrecht, 196, 1956–1968
  - Karl-Heinz Lahutta, 179, 1949–1957
  - Günter Prebusch, 177, 1959–1967
  - Kurt Weißenfels, 157, 1949–1959
  - Gerd Backhaus, 140, 1961–1968
  - Henry Weißkopf, 131, 1956–1965
  - Peter Güssau, 136, 1957–1968
  - Hans Kovermann, 133, 1950–1954

- Torjäger:
  - Kurt Weißenfels, Oberliga-Torschützenkönig 1952 (27 Tore), mit 87 Treffern bester Oberligaschütze in Stendal
  - Ernst Lindner, Oberliga-Torschützenkönig 1956 (18 Tore)
  - Gerd Backhaus, Oberliga-Torschützenkönig 1964 (15 Tore)

- Andere ehemalige Spieler
  - Wolfgang Abraham
  - Günter Behne
  - Kemo Ceesay
  - Silvio Demuth
  - Rock Embingou
  - Marco Gebhardt
  - Dirk Grempler
  - Christopher Lamprecht
  - Thomas Lässig
  - Chwitscha Schubitidse
  - Heinz Werner
  - Rainer Wiedemann
  - Reiner Wiedemann

### Trainer
- Oswald Pfau, 1951–1953, trainierte später den 1. FC Köln und Borussia Dortmund
- Gerhard Gläser, 1955–1959, später beim FC Hansa Rostock
- Martin Schwendler, 1963–1966, führte Stendal 1966 ins FDGB-Pokalfinale und Rot-Weiß Erfurt 1967 wieder in die Oberliga
- Günter Konzack, 1968–1970, war 1974 Assistenztrainer beim Europapokalgewinner 1. FC Magdeburg
- Werner Schwenzfeier, 1970–1974, 1987/88, Pokalsieger mit Union Berlin (1968)
- Jörg Ohm, 1981–1983, 111 Oberligaspiele in Leipzig und Magdeburg, vierfacher Fußballmeister, sowie Pokalsieger mit dem 1. FC Magdeburg (1969)
- Klaus Urbanczyk, 1995–1998, führte Stendal 1995 ins Viertelfinale des DFB-Pokals, 34-facher Nationalspieler, später Trainer beim 1. FC Magdeburg und Halleschen FC Chemie
- mit Frank Lieberam, Ulrich Schulze und Günter Weitkuhn waren weitere DDR-Oberligaspieler als Trainer in Stendal tätig.